# Afraflacilla huntorum
Afraflacilla huntorum là một loài nhện trong họ Salticidae.
Loài này thuộc chi Afraflacilla. Afraflacilla huntorum được Marek Żabka miêu tả năm 1993.